# 백조부인
《백조의 부인》은 한국방송공사 드라마이다.

## 출연진
- 강부자
- 강태기
- 김세윤
- 김자옥
- 김흥기
- 사미자
- 연운경
- 임동진
- 임혁
- 최정훈